# Irakisch-syrische Beziehungen
Die Irakisch-syrischen Beziehungen sind das zwischenstaatliche Verhältnis zwischen den Staaten Irak und Syrien. Beide Länder sind Nachbarn und teilen sich eine knapp 600 Kilometer lange gemeinsame Grenze. Ihre heutige Form erhielten die beiden Länder nach dem Sykes-Picot-Abkommen, mit dem die Region nach dem Ersten Weltkrieg in britische und französische Einflusssphären aufgeteilt wurde. Die Beziehungen waren danach von Kooperation und Konflikten geprägt und gestalteten sich wechselhaft. Während des Kalten Kriegs scheiterten mehrere Versuche, beide Nationen und den größeren arabischen Raum zu vereinigen und die Beziehungen zwischen Hafiz al-Assad und Saddam Hussein waren feindschaftlich. Nach dem Sturz Saddams durch den Irakkrieg wurden einige Annäherungsversuche zwischen den beiden Ländern gemacht.
Der Irak und Syrien teilen zahlreiche historische, soziale, politische, kulturelle und wirtschaftliche Verbindungen miteinander. Beide Länder sind größtenteils arabisch und muslimisch, mit kurdischen, assyrischen, chaldäischen, turkmenischen Minderheiten. Beide Länder fallen auch in den Schiitischen Halbmond. Seitdem der Sturz von Saddam Husseins Diktatur den Schiiten des Irak einen steigenden Einfluss auf die Politik des Iraks ermöglicht hat, haben sich die Beziehungen zu Syrien verbessert, da das dortige alawitische Assad-Regime ebenfalls den Schiiten nahestand.

## Geschichte

### Vorgeschichte

Region Mesopotamien mit historischen Stätten

Die Region Mesopotamien besteht aus dem Osten Syriens und dem Irak und bildet den ältesten Kulturraum der Welt. Die Gebiete Syriens und des Iraks standen über Jahrtausende in engem kulturellen und wirtschaftlichen Austausch und haben über die Jahrhunderte zahlreiche Weltreiche kommen und gehen sehen, beginnend mit dem Reich von Akkad im 3. Jahrtausend v. Chr. Beide Länder gehörten zu den frühen Gebieten der islamische Expansion im 7. Jahrhundert und wurden dadurch früh arabisiert und islamisiert. Damaskus und Bagdad zählten zu den wichtigsten Städten der großen arabischen Kalifate und waren wichtige kulturelle und wirtschaftliche Zentren. Im 9. und 10. Jahrhundert brachen die Hamdaniden mit den Abbasiden von Bagdad und vereinten für eine Zeit lang große Teile beider Länder. Die Seldschuken drangen im 11. Jahrhundert in den Irak und Syrien ein. Im 12. Jahrhundert übernahmen die Zengiden die Macht in Syrien und griffen in den Krieg zwischen dem abbasidischen Irak und den Seldschuken ein. Saladin aus der Dynastie der Ayyubiden wurde später zum Sultan von Ägypten und zum Sultan von Syrien erklärt; er verbündete Syrien wieder mit den Abbasiden im Irak. Im Osmanisch-Mamlukischen Krieg (1516–1517) eroberten die türkischen Osmanen Syrien, während der Irak in der Folgezeit zu einem umkämpften Grenzland zwischen Persien und dem Osmanischen Reich wurde. 1534 konnten die Osmanen Bagdad von den Safawiden erobern. Syrien und der Irak waren in den folgenden Jahrhunderten unter dem osmanischen Sultan vereint.

### Mandatszeit

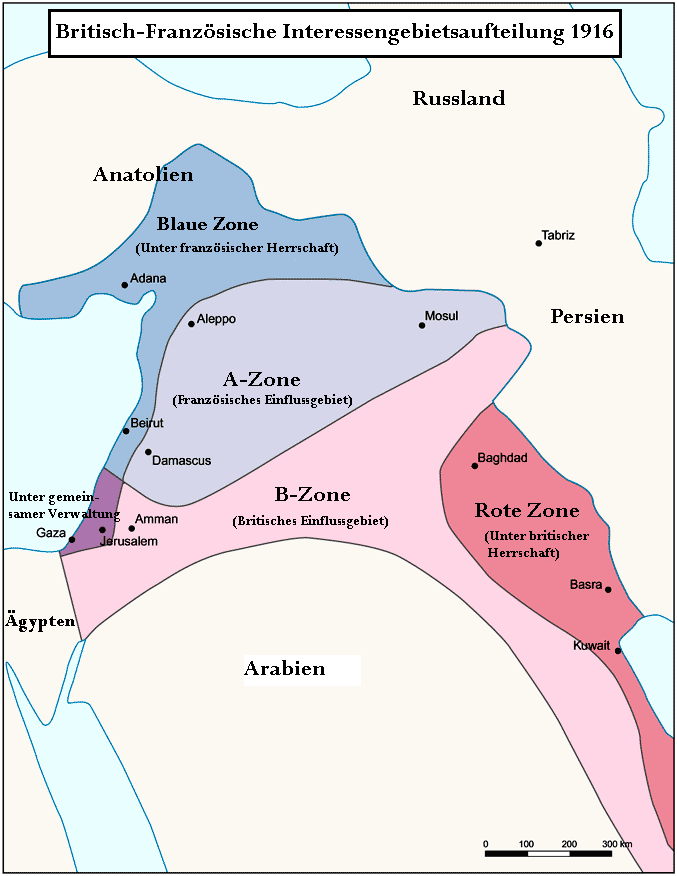
Durch das Sykes-Picot-Abkommen (1916) vereinbarte Einflusszonen

Im April 1920 fand in Italien die Konferenz von San Remo statt, auf der die Siegermächte des Ersten Weltkriegs das britische Mandat für den Irak und das französische Mandat über Syrien verkündeten. Die Briten und Franzosen hatten den Arabern der Region die Unabhängigkeit während des Krieges versprochen, die Region jedoch schon heimlich 1916 mit dem Sykes-Picot-Abkommen in Einflusssphären aufgeteilt. Im Juni 1920 brach eine Revolte im Irak aus, um den Irak von der britischen Besatzung zu befreien, und im Juli 1920 fand die Schlacht von Maysalun statt, die mit der französischen Besetzung von Damaskus und dem Sturz des arabischen Königreichs Syrien von König Faisal endete. Von da an bis zum Ende des Zweiten Weltkriegs gab es in den Beziehungen zwischen den beiden Ländern kaum nennenswerte Entwicklungen mehr. Beide Länder unterlagen dem Mandatsregime, das sie daran hinderte, ohne die Erlaubnis des Mandatsstaates politische oder diplomatische Beziehungen aufzunehmen. Daher beschränkten sich die Beziehungen zwischen dem Irak und Syrien auf Geschäftsbeziehungen. Der Ausbruch des Zweiten Weltkriegs änderte die Lage und schwächte den Einfluss der Briten und Franzosen. Die Unabhängigkeit von Syrien und Libanon wurde 1943 bzw. 1946 erklärt. Syrien und Irak nahmen am 8. November 1945 diplomatische Beziehungen auf, als der irakische Geschäftsträger in Syrien, Ibrahim Fadli, akkreditiert wurde. Die Haschimiten im Irak hofften bereits vor der Unabhängigkeit die Mandatsgebiete Syrien und Irak mit Jordanien unter ihrer Führung zu vereinigen. Die Syrer hatten allerdings kein Interesse unter einer Monarchie der Haschemiten zu leben. Im Gegenzug sahen Nationalisten der Syrischen Sozialen Nationalistischen Partei den ganzen fruchtbaren Halbmond als Teil von Großsyrien an.

### Irakisch-syrische Beziehungen nach 1946

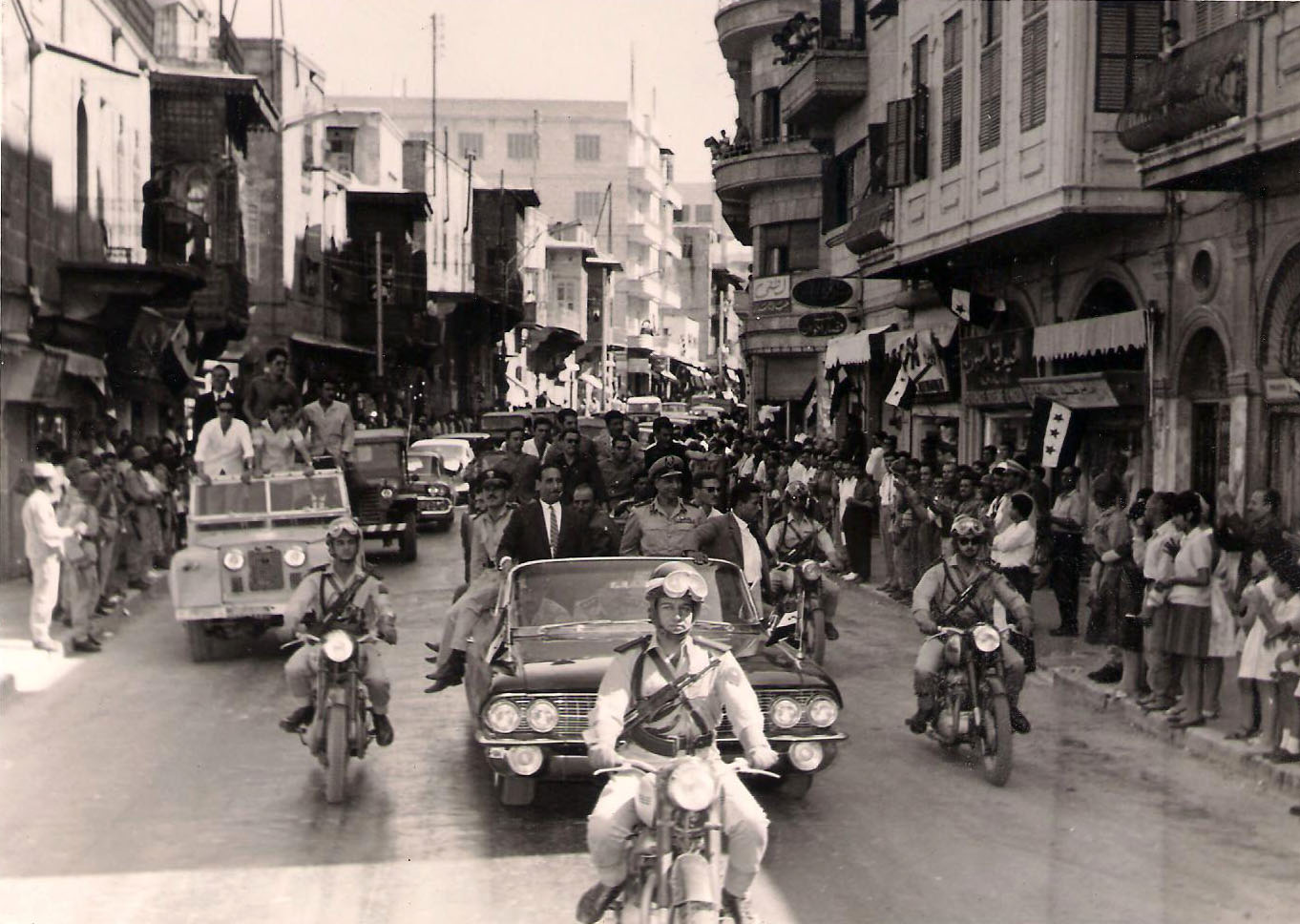
Der irakische Präsident Abd as-Salam Arif mit dem syrischen Präsidenten Amin al-Hafiz in Damaskus, Syrien (1963)

Nach der Unabhängigkeit war Syrien und die gesamte Region äußerst instabil und das regionale Umfeld von zahlreichen Putschen geprägt. In den 1950er Jahren begann Syrien sich am Nasserismus und dem arabischen Sozialismus zu orientieren, während das Königreich Irak ein konservativer prowestlicher Staat war, der sich durch die arabische Einheitsbewegung bedroht sah. Im Jahr 1958 wurde eine Vereinigte Arabische Republik zwischen Ägypten unter der Führung von Gamal Abdel Nasser und Syrien hergestellt. Die irakische Monarchie lehnte diese Einheit ab, was zu einem Bruch zwischen den beiden Ländern und einem Zustand der Spannungen und Verschwörungen führte. Diese bestand bis zum Fall des Königreichs Irak nach der Revolution vom 14. Juli 1958, der auch im Irak arabische Sozialisten an die Macht brachte. Obwohl die arabische Einheit eines der Ziele der irakischen Revolution war, scheiterte die Verabschiedung einer ägyptisch-irakisch-syrischen Staatenunion im Juli 1963. Die bald darauf verkündete irakisch-syrische Union scheiterte ebenfalls, als die irakische Baath-Partei beim Militärputsch vom 18. November 1963 die Macht wieder verlor.
Im Jahre 1966 führten Differenzen zur Spaltung der Baath-Partei in einen syrischen und einen irakischen Zweig. Durch einen erneuten Putsch kamen die irakische Baathisten 1968 wieder an die Macht und in Syrien konsolidierte der syrische Baathist Hafiz al-Assad seine Herrschaft, der 1970 ebenfalls durch einen Militärputsch an die Macht kam und eine langjährige Diktatur etablierte. Differenzen blieben allerdings bestehen und der Versuch eine erneute Staatenunion beider Länder im Verbund mit Ägypten (den Bund Arabischer Republiken) zu bilden, scheiterten 1972 an Streitigkeiten zwischen dem Irak und Syrien. Die Beziehungen verbesserten sich Anfang der 1970er Jahre während des Jom-Kippur-Krieges, verschlechterten sich jedoch wieder, nachdem Syrien den von der UNO unterstützten Waffenstillstand mit Israel akzeptiert hatte.
Nach dem Krieg von 1973 unternahm der syrische Präsident Hafiz al-Assad 1974 und 1975 mehrere Versuche, seine Differenzen mit dem Irak beizulegen und eine Union zwischen den beiden Ländern zu schaffen. Der Irak lehnte Assads Angebote jedoch ab und prangerte ihn wegen seiner „Bereitschaft, Frieden mit Israel zu schließen“ an. Die angespannten Beziehungen zwischen dem Irak und Syrien sollten bis 1978 andauern. Im Oktober 1978 begann der irakische Präsident Ahmed Hassan al-Bakr, eng mit Assad zusammenzuarbeiten, um einen ägyptisch-israelischen Frieden zu vereiteln; er unterzeichnete in Bagdad eine Charta für eine gemeinsame nationale Aktion, die die „engste Form von Einheitsbeziehungen“ vorsah, einschließlich einer „vollständigen militärischen Einheit“ sowie einer „wirtschaftlichen, politischen und kulturellen Vereinigung“. Dies stellte bereits den dritten Versuch dar, eine Einheit zwischen den beiden Staaten herzustellen.

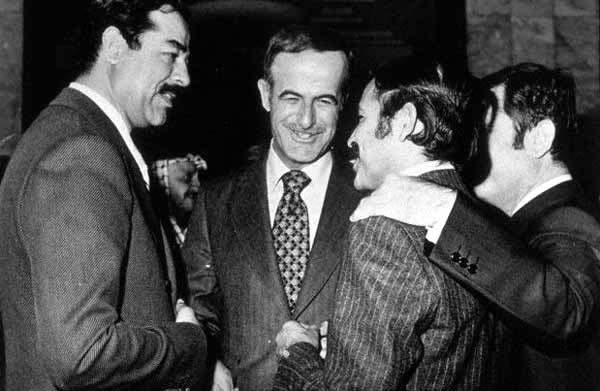
Saddam Hussein (links) mit Hafiz al-Assad (Mitte) bei einem Treffen der Arabischen Liga in Bagdad (1978)

1978 hatten sich der irakische Präsident al-Bakr und Assad auf einen Plan geeinigt und begonnen, Verträge zu schließen, die zur Vereinigung von Irak und Syrien führen sollten. Dieser Plan sollte im Juli 1979 in Kraft treten. Saddam Hussein, der stellvertretende Sekretär der irakischen Baath-Partei, fürchtete jedoch, seine Macht an Assad zu verlieren (der stellvertretender Führer in der neuen Union werden sollte) und zwang al-Bakr unter Androhung von Gewalt in den Ruhestand und übernahm selbst die Macht in Bagdad. Nach Juli 1979 wurden die Einigungsgespräche zwischen Assad und Saddam fortgesetzt, aber Assad lehnte die irakischen Forderungen nach einem vollständigen Zusammenschluss der beiden Staaten und nach der sofortigen Stationierung irakischer Truppen in Syrien ab. Stattdessen sprach sich Assad, vielleicht aus Furcht vor einer irakischen Vorherrschaft und einem neuen Krieg mit Israel, für ein schrittweises Vorgehen aus. Die Einigungsgespräche wurden schließlich auf unbestimmte Zeit ausgesetzt, nachdem im November 1979 ein angebliches syrisches Komplott zum Sturz von Saddam Hussein aufgedeckt worden war.
Saddam behauptete, die Syrer würden seinen Sturz planen. Im November 1979 setzten beide Länder deshalb offiziell ihre Beziehungen zueinander aus und zogen ihre diplomatischen Vertretungen ab. Vor seinem erzwungenen Rücktritt hatte Bakr gegenüber Assad den Wunsch geäußert, den Vereinigungsprozess zu beschleunigen, da er befürchtete, dass Elemente innerhalb der irakischen Baath-Partei versuchten, den Vereinigungsplan zu verhindern. Der iranisch-irakische Krieg und die zunehmende Annäherung Assads an den Iran beendeten jedoch alle Hoffnungen auf eine Wiederannäherung, und im Januar 1982 wurden die Grenzen zwischen den beiden Ländern geschlossen sowie der gesamte Handel und die Freizügigkeit der Bürger gestoppt. In der Folgezeit waren die Beziehungen von Streitigkeiten um den Euphrat, den Ölhandel und der Position gegenüber Israel geprägt. Syrien bot auch der irakischen Opposition gegen Saddam Unterschlupf. Nach der Besetzung Kuwaits durch den Irak, schloss Syrien sich der Koalition an, die Kuwait im Golfkrieg 1991 von der irakischen Besatzung befreite und wurde dafür von den USA mit besseren Beziehungen belohnt.

Irakische Flagge von 1963 bis 1991 und auch die Flagge von Syrien von 1963 bis 1972. Die drei Sterne sollten den Irak, Syrien und Ägypten symbolisieren

1997 jedoch begann der syrische Präsident Assad, die Beziehungen zum irakischen Präsidenten Saddam Hussein wiederherzustellen. Die Machtübernahme von seinem Sohn Baschar al-Assad im Jahr 2000 verstärkte den Annäherungsprozess an den Irak. Unter Baschar ignorierte Syrien die Sanktionen gegen den Irak und half dem Irak bei der illegalen Einfuhr von Öl. Baschar war ein entschiedener Gegner der von den Amerikanern angeführten Invasion des Irak im Jahr 2003. Er gewährte irakischen Baathisten Unterschlupf und ließ Freiwillige durch Syrien reisen, die gegen die Amerikaner kämpfen wollten. Der von den Amerikanern besetzte Irak setzte die Öllieferungen nach Syrien aus und um von Syrien beherbergte Extremisten zu bekämpfen, überquerte US-Streitkräfte auch die Grenze zu Syrien.
Im Jahr 2006 erkannte Syrien die neue irakische Regierung nach der US-Invasion an und nahm die Beziehungen wieder auf. Beide Länder bauten in der Folgezeit zunehmend enge Beziehungen zum Iran auf, wobei besonders Saudi-Arabien eine entstehende schiitische Achse befürchtete, die seine regionalen Interessen bedrohen könnte. Sowohl der Irak als auch Syrien sind enge Verbündete des Iran. Der Irak hat seine Botschaft in Syrien auch nach dem Beginn des Syrischen Bürgerkriegs 2011 beibehalten, während viele andere Staaten ihre Botschaften geschlossen haben. Obwohl einige prominente irakische schiitische Geistliche Assad ihre Unterstützung verweigerten und Muqtada al-Sadr den syrischen Präsidenten zum Rücktritt aufforderte, blieb der Irak eines der wenigen verbliebenen arabischen Länder, die die syrische Regierung unterstützen und hatte sich bei der Abstimmung über den Ausschluss Syriens aus der Arabischen Liga der Stimme enthalten.
Beide Länder waren vom Vormarsch des Islamischen Staats 2014 betroffen, der kurzzeitig große Gebiete beider Staaten in Besitz nehmen konnte. Darauf haben sie eng im Kampf gegen den IS zusammengearbeitet, wobei der Irak Teil der russisch-syrisch-iranisch-irakischen Koalition wurde, die infolge einer Ende September 2015 getroffenen Vereinbarung zwischen Russland, dem Iran, dem Irak und Syrien gebildet wurde, um „bei der Sammlung von Informationen über die Terrorgruppe helfen und zusammenzuarbeiten, um den Vormarsch der Gruppe zu bekämpfen“. Im Februar 2017 führte der Irak seinen ersten Luftangriff gegen IS-Ziele in Syrien durch, der in Abstimmung mit der syrischen Regierung erfolgte. Im Juli 2017 unterzeichnete der Irak zusammen mit dem Iran ein Abkommen zur Verstärkung der militärischen Zusammenarbeit mit Syrien. Ein wichtiger Grenzübergang in der Nähe der Stadt Al-Qaim, der die Hauptstädte des Irak und Syriens miteinander verbindet, wurde am 30. September 2019 wieder geöffnet. Er war 2014 von IS-Dschihadisten besetzt worden.
Während des Sturz des Assad-Regimes 2024 überquerten über 2000 pro-Assad-Kämpfer mit Erlaubnis des irakischen Regierung die syrisch-irakische Grenze. Der irakische Premier Mohammed Schia' as-Sudani bekräftigte sich nicht „in die inneren Angelegenheiten des Landes einzumischen“ zu wollen und trat sich im April 2025 mit dem neuen Außenminister des Landes um über die bilateralen Beziehungen zu sprechen. Mit dem Regierungswechsel näherte sich Syrien den sunnitischen Staaten der Region wie der Türkei und Saudi-Arabien an. Im März 2025 trafen sich hochrangige Delegationen unter Beteiligung von Außenministern, Verteidigungsministern und Geheimdienstchefs aus dem Irak, Syrien, der Türkei und Jordanien in Amman, um über die Zusammenarbeit im Sicherheitsbereich zu beraten.